# Iles Marseillaises - Cassidaigne
Iles Marseillaises - Cassidaigne este o arie protejată (arie de protecție specială avifaunistică — SPA) din Franța întinsă pe o suprafață de 39.158 ha, din care 99 % marine.

## Localizare
Centrul sitului Iles Marseillaises - Cassidaigne este situat la coordonatele 43°11′32″N 5°21′52″E / 43.19222°N 5.36444°E.

## Înființare
Situl Iles Marseillaises - Cassidaigne a fost declarat arie de protecție specială avifaunistică în baza directivei 79/409 din 1979 referitoare la conservarea păsărilor sălbatice pentru a proteja 18 specii de animale.

## Biodiversitate
Situată în ecoregiunea mediteraneană, aria protejată nu include niciun habitat protejat.
La baza desemnării sitului se află mai multe specii protejate de  păsări (18): alca (Alca torda), buha (Bubo bubo), Calonectris diomedea, Falco eleonorae, șoim călător (Falco peregrinus), Hydrobates pelagicus, Larus genei, pescăruș-cu-cap-negru (Larus melanocephalus), Larus michahellis, pescăruș râzător (Larus ridibundus), sula bassana (Morus bassanus), Phalacrocorax aristotelis desmarestii, cormoran mare (Phalacrocorax carbo), Puffinus puffinus mauretanicus, Puffinus yelkouan, Pyrrhocorax pyrrhocorax, chiră de mare (Sterna sandvicensis), silvie de tufiș (Sylvia undata).
Pe lângă speciile protejate, pe teritoriul sitului au mai fost identificate 7 specii de păsări.